# Мазрае-є Госейнабад (Марказі)
Мазрае-є Госейнабад (перс. مزرعه حسين اباد) — село в Ірані, у дегестані Каре-Чай, у Центральному бахші, шагрестані Саве остану Марказі. За даними перепису 2006 року, його населення становило 0 осіб.